# Municipio Zapotlanejo
Koordinaten: 20° 37′ N, 103° 4′ W
Zapotlanejo ist ein Municipio im mexikanischen Bundesstaat Jalisco in der Región Centro. Das Municipio hatte beim Zensus 2010 63.636 Einwohner; die Fläche des Municipios beträgt 720,8 km².
Größte Stadt im Municipio und Verwaltungssitz ist das gleichnamige Zapotlanejo, weitere Orte mit mehr als 1.500 Einwohnern sind La Laja, Santa Fe und Matatlán. Insgesamt umfasst das Municipio 200 Ortschaften.
Das Municipio Zapotlanejo grenzt an die Municipios Ixtlahuacán del Río, Cuquío, Acatic, Tepatitlán de Morelos, Tototlán, Zapotlán del Rey, Juanacatlán, Tonalá und Guadalajara.
Das Gemeindegebiet liegt auf durchschnittlich etwa 1600 m über dem Meeresspiegel. Etwa die Hälfte der Fläche ist bewaldet, zirka 40 % der Fläche werden landwirtschaftlich genutzt.